# 빌라마사르자

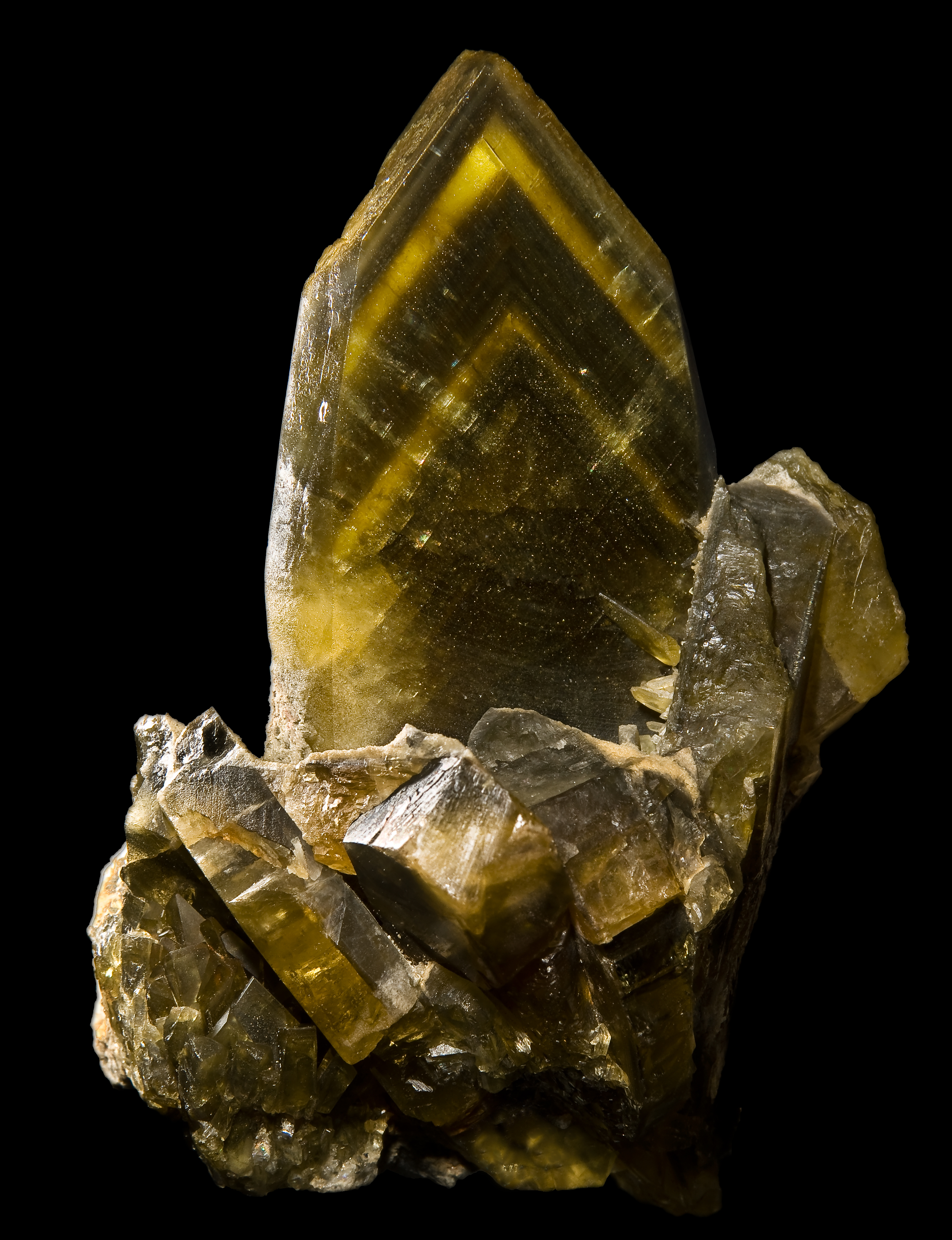
몬테 메수 - 빌라마사르자의 중정석

빌라마사르자(Villamassargia, 사르데냐어로 Bidda Matzràxia, Bidda Massàrgia는 (농업 도시))는 이탈리아 사르데냐 주 수드사르데냐도에 있는 코무네이다. 칼리아리에서 서쪽으로 약 40 킬로미터 (25 mi), 카르보니아에서 북동쪽으로 약 20 킬로미터 (12 mi) 떨어져 있다.
빌라마사르자는 다음 코무네와 접한다: 도무스노바스, 이글레시아스, 무제이, 나르카오, 실리쿠아.